# Caligavis
Caligavis is een geslacht van zangvogels uit de familie honingeters (Meliphagidae).

## Soorten
De volgende soorten zijn bij het geslacht ingedeeld:
- Caligavis chrysops – Geelmaskerhoningeter
- Caligavis obscura – Loverhoningeter
- Caligavis subfrenata – Zwartkeelhoningeter